# Frøknerne fra Avignon
Frøknerne fra Avignon (Fransk: Les Demoiselles d'Avignon) er et oliemaleri fra 1907 af den spanske kunstner Pablo Picasso.
Maleriet portrætterer fem nøgne prostituerede kvinder fra et bordel, der lå på gaden Carrer d'Avinyó i Barcelona. Kvinderne er fremstillet på en foruroligende konfronterende måde og ingen af dem er fremstillet på traditionel feminin vis. Kvinderne fremstår en smule truende og er gengivet med kantede og usammenhængende kropsformer. To er vist med ansigter, der har lighed med afrikanske masker, og tre er fremstillet med en type af ansigter, der stammer fra den iberiske tradition fra Picassos hjemland Spanien, hvilket giver dem en vildmands-agtig udstråling. Ved at tage primitivismen til sig og vælge at benytte et fladt todimensionelt billedplan, frem for et mere realistisk tredimensionelt, foretog Picasso et radikalt brud med den europæiske male-tradition. Frøknerne fra Avignon er anset for at være afgørende i forhold til den tidlige udvikling af kubismen og moderne kunst i almindelighed. Maleriet var revolutionært og kontroversielt og skabte både vrede blandt og uoverensstemmelser mellem hans nærmeste samarbejdspartnere og venner.